# 徐樂堅
徐樂堅（英語：Edwin Tsui Lok Kin) ，太平紳士，香港註冊醫生，現任香港衞生防護中心總監。2022年COVID-19香港疫情期間，徐樂堅出席記者會。

## 簡歷
徐樂堅醫生先後畢業於香港大學和新加坡國立大學；2021年10月4日就任香港衞生防護中心總監，接替升上衛生署署長的林文健。